# Heffen
Heffen est une section de la ville belge de Malines située en Région flamande dans la province d'Anvers. C'était une commune à part entière avant la fusion des communes de 1977.

## Démographie

### Évolution démographique
- Sources : INS, Rem. : 1831 jusqu'en 1970 = recensements, 1976 = nombre d'habitants au 31 décembre[2].

## Personnalités liées à la commune
- Emmanuel de Perceval (1731-1800), administrateur, fut enterré à Heffen.
- Jean-Henri de Perceval (1786-1842), homme politique, fut enterré à Heffen.
- Charles du Trieu de Terdonck (1790-1861), a été bourgmestre de la ville (1818-1821)